# William Charles Redfield
William Charles Redfield, William C. Redfield, född 26 mars 1789 i Middletown i Connecticut, död 12 februari 1857 i New York, var en amerikansk meteorolog.
Redfield var till en början mekaniker och framlade i ett tjugotal uppsatser, huvudsakligen i Benjamin Sillimans "American Journal of Science" 1831-57, undersökningar rörande de häftiga stormarna vid Nordatlantens västkust och vid Kinas kust. Utöver dessa viktiga bidrag till kännedomen om stormarna utgav han även arbeten om tidvatten, om havsströmmar, om jordrotationens inverkan på terrestra företeelser samt om ångfartygs- och järnvägsdrift.